# Lod (vikt)

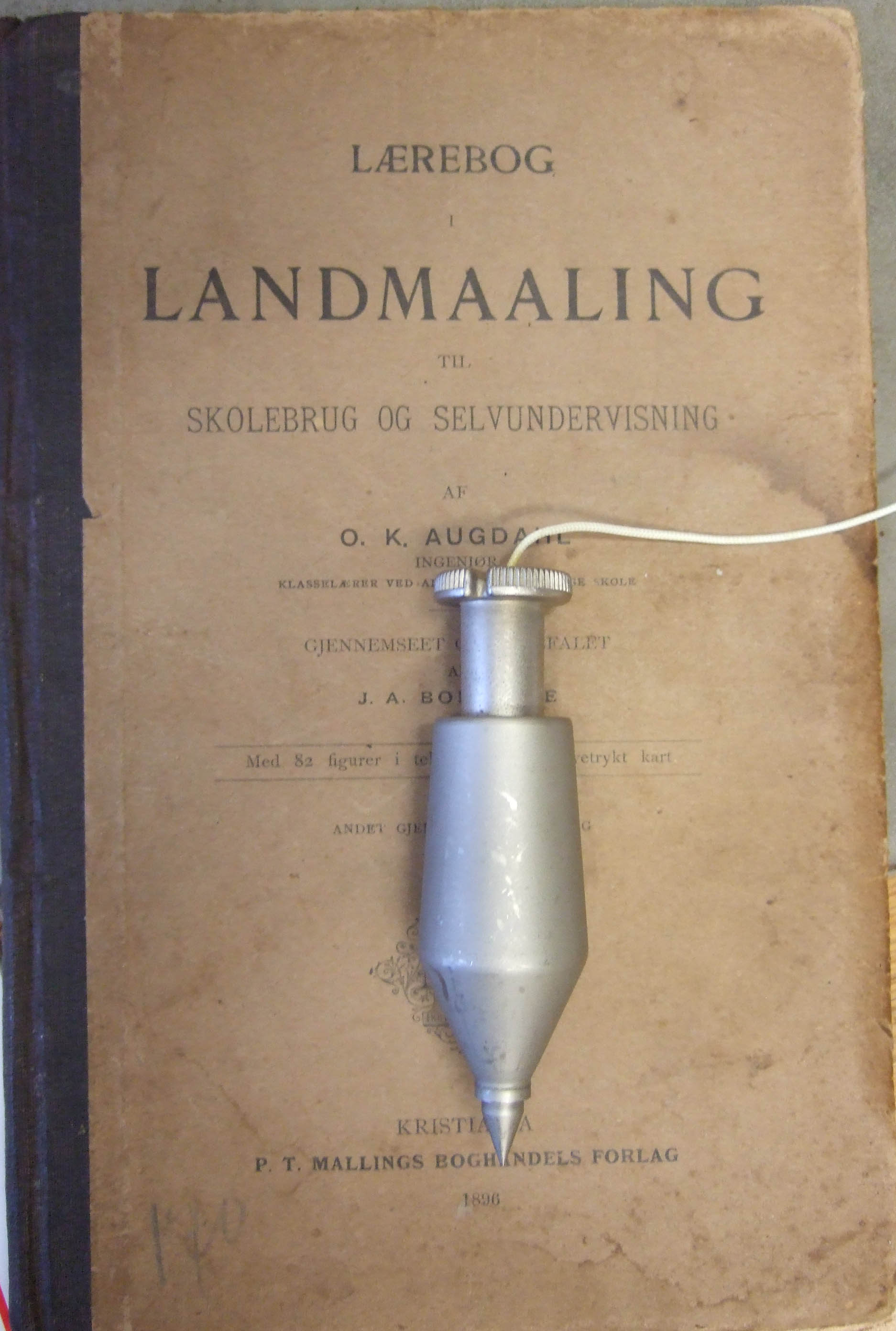
Lod till lodlinje.

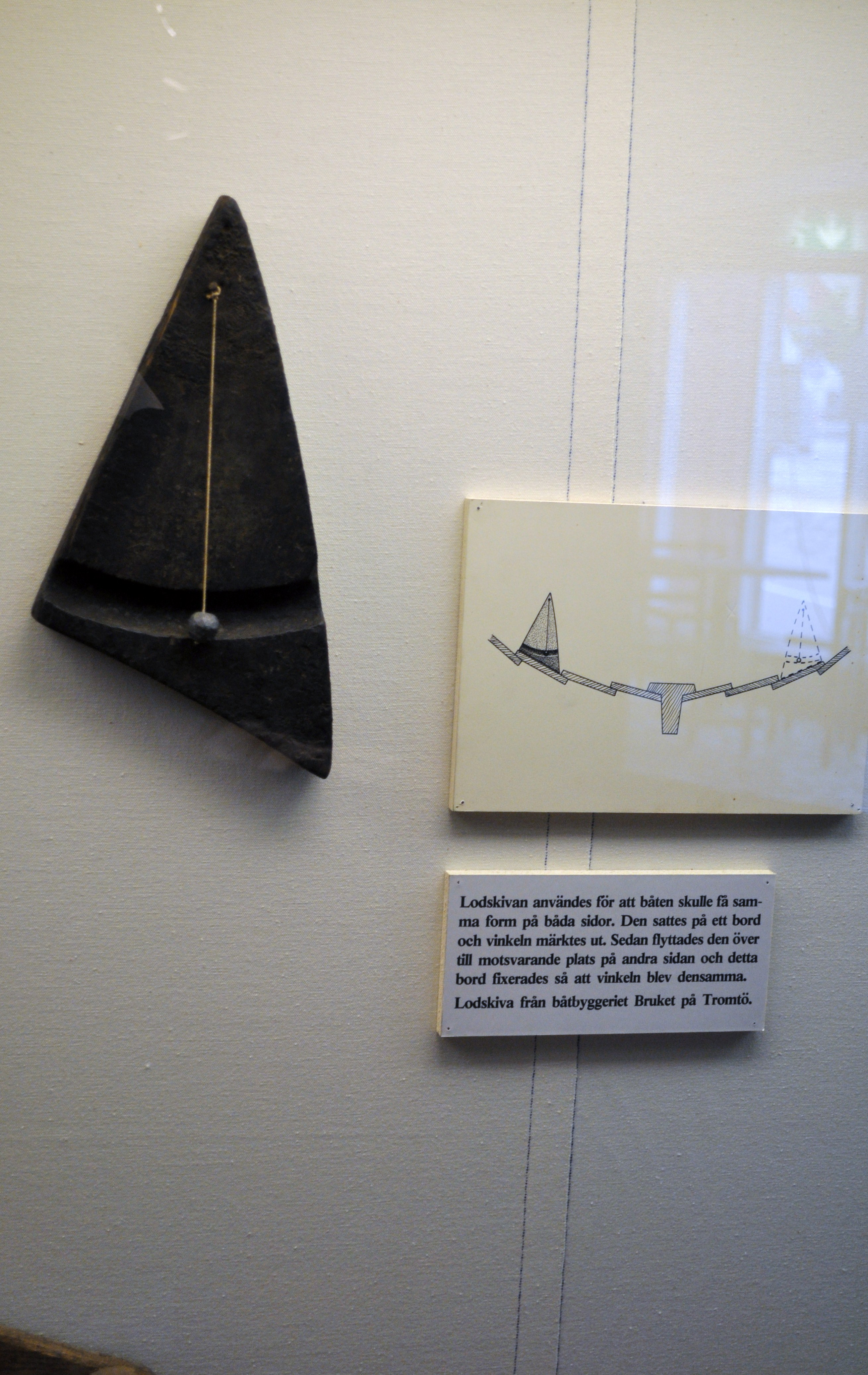
Lodskiva för användning vid båtbyggnad.

Lod är en tyngd använd till skilda ändamål. Lod används inom olika hantverk för att få lodlinjer. Lodet kom till användning i äldre sjöfart vid lodning av djupet i farleder eller okända vatten, modern teknik är ett ekolod för att erhålla en djupkurva. 
Lod används också för att driva ur, till exempel moraklockor.

## Vävning
Vid vävning används lod i damastvävstolens bakre solvning, och som motvikter när man väver med kontramarschanordning.
Dropplod är tyngder som används företrädesvis i en damastvävstol, eller för vävning av upphämta med dragrustning, för de bakre solven som annars blir att hänga helt fritt från det övre skaftet där solvet är påträtt. Syftet är att ersätta de nedre solvskaften (som finns i den främre bottenbindningen) med "individuella" vikter.
Tyngden ser ut som ett massivt rör med en diameter av cirka 2–3 mm som böjts på mitten. Dropplodet anbringas på solven genom att träs genom solvets nederkant och därvid hänger fast i mittböjen.
I kontramarschen är loden tjocka metallvikter som anbringas i sidan av vävstolen för att få topplattorna att återgå till ursprungsläge när tramporna släpps.